# Poliploid komplex
A poliploid komplex növények egymással rokonságban lévő, különböző szintű ploidiájú csoportja, amely lehetővé teszi a fajok közötti örökítőanyag-cserét.
A poliploid komplexet először E. B. Babcock és George Ledyard Stebbins írták le, 1938-as monográfiájukban (The American Species of Crepis: their interrelationships and distribution as affected by polyploidy and apomixis). A Crepis nemzetségben és néhány más lágy szárú évelő faj esetében akkor alakulhat ki poliploid komplex, ha legalább két genetikailag izolált diploid populáció létezik, a mellettük létező és velük szaporodni képes (hibridizáció) auto- és allopoliploid leszármazottak mellett. Így az egymással összefüggő formák komplex hálózata jön létre, ahol a poliploid egyedek lehetővé teszik a géncserét a diploid fajok között, amik egyébként képtelenek lennének egymással szaporodni.
Egy jól kutatott példa a poliploid komplexekre a Glycine nemzetség (ide tartozik a szójabab is).
A poliploid komplexek nem illenek bele az Ernst Mayr-féle hagyományos fajfogalomba („a fajt olyan ténylegesen vagy potenciálisan egymással ivarosan szaporodni képes populációk alkotják, melyek más hasonló csoportoktól a szaporodás szempontjából elkülönülnek”).

## Fordítás
- Ez a szócikk részben vagy egészben a Polyploid complex című angol Wikipédia-szócikk ezen változatának fordításán alapul.  Az eredeti cikk szerkesztőit annak laptörténete sorolja fel. Ez a jelzés csupán a megfogalmazás eredetét és a szerzői jogokat jelzi, nem szolgál a cikkben szereplő információk forrásmegjelöléseként.